# Mitch Buchannon
Mitchell "Mitch" Buchannon es un personaje ficticio de la serie de televisión Baywatch. Fue interpretado por David Hasselhoff en cada temporada de Baywatch, Baywatch Nights y en la primera temporada de Baywatch Hawaii. También apareció en tres películas, Baywatch the Movie: Forbidden Paradise (1995), Baywatch: White Thunder en Glacier Bay (1998) y Baywatch: Hawaiian Wedding (2003).
Mitch fue el personaje principal del estreno de la serie de Baywatch en 1989 hasta la penúltima temporada de Baywatch: Hawaii en 2000, cuando David Hasselhoff decidió abandonar la serie como actor (aunque se mantuvo en su puesto como productor ejecutivo). A medida que pasaron los años, Mitch fue cada vez más un mentor y una figura paterna para muchos de los salvavidas más jóvenes en la sede de Baywatch, ayudándolos en asuntos relacionados con el trabajo y también en cuestiones relacionadas con sus vidas personales.
En 2017, el personaje de Mitch Buchannon II fue interpretado por Dwayne Johnson en la adaptación cinematográfica de Baywatch, con Hasselhoff realizando un cameo como el mentor de Mitch.